# Наше время (газета, Москва)
«На́ше вре́мя» — литературная и политическая газета, выходившая в Москве с 1860 по 1863 год.

## История
С 1860 года газета выходила еженедельно, с 1862-го — ежедневно.
Издавал и редактировал газету писатель Н. Ф. Павлов.
Первые два года газета занимала умеренно-либеральную позицию. В конце 1861 года Павлов вступил в переговоры с министром внутренних дел П. В. Валуевым, в результате которых «Наше время» стало официозным изданием. Помимо денежной субсидии, Павлов получил разрешение издавать газету ежедневно и расширить программу, включив политический раздел.
С начала 1862 года газета стала рупором реакции, идеологом которой выступил Б. Н. Чичерин. В № 1 за 1862 год была помещена его статья «Мера и границы», которая была воспринята общественностью как отражение перехода правительства от политики либеральных обещаний к откровенной реакции. Далее последовали статьи Чичерина «Что такое охранительные начала» (№ 39, 40, 42, 45) и «Различные виды либерализма» (№ 62), противопоставлявшие «уличному либерализму» «охранительный либерализм», который провозглашала газета.